# Halichoeres biocellatus
Halichoeres biocellatus är en fiskart som beskrevs av Schultz, 1960. Halichoeres biocellatus ingår i släktet Halichoeres och familjen läppfiskar. IUCN kategoriserar arten globalt som livskraftig. Inga underarter finns listade i Catalogue of Life.